# يوان مي
يوان مي (1716-1797) شاعر وناثر صيني من سلالة تشينغ.